# De Hemptinne

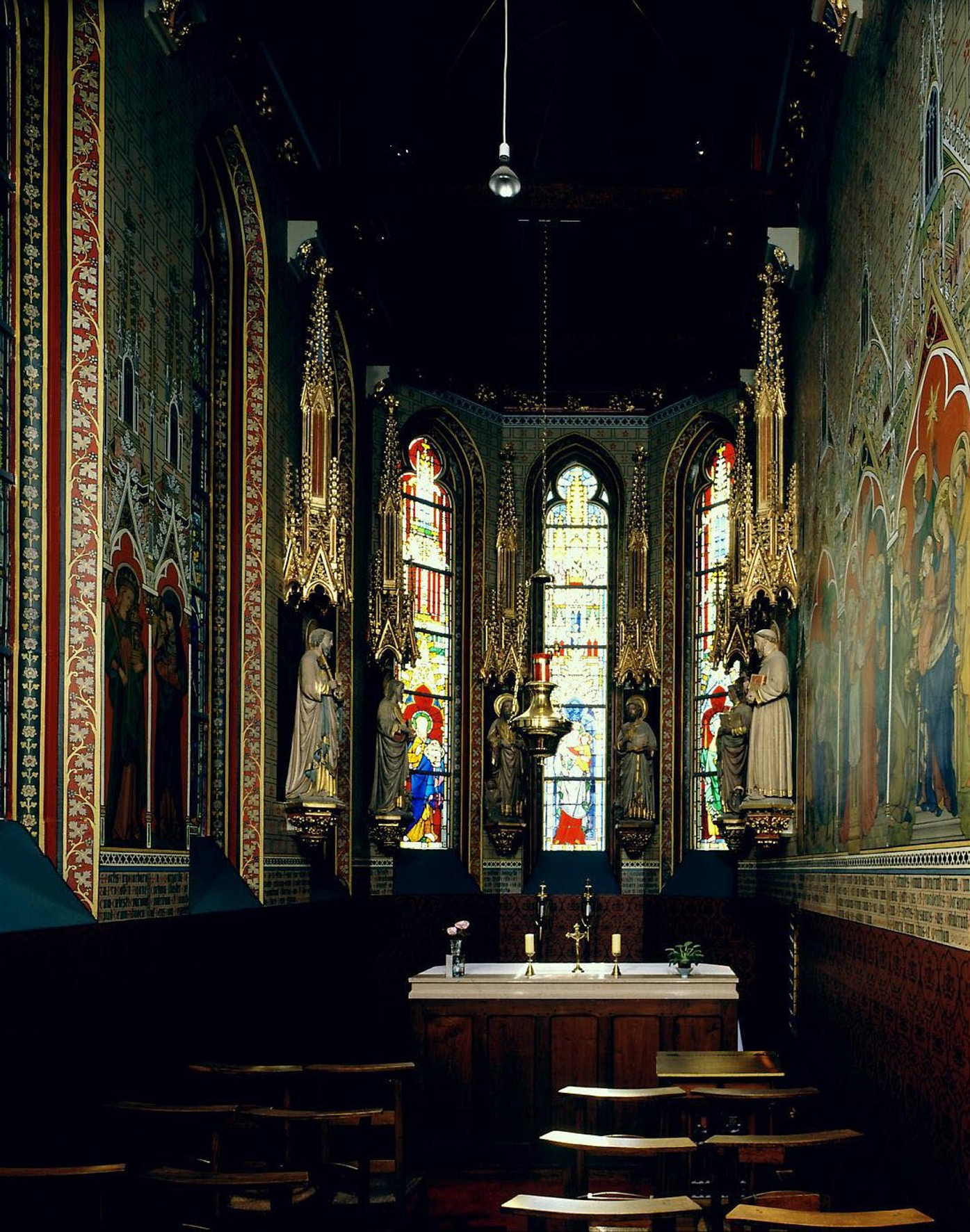
Kapel in Maaltebruggekasteel

de Hemptinne is een Belgisch adellijk geslacht afkomstig van het plaatsje Hemptinne-lez-Éghezée en daarnaar vernoemd.

## Geschiedenis
In 1737 werd de titel baron toegekend (met impliciete adelsverheffing of -erkenning) door keizer Karel VI aan Guillaume de Hemptinne (familietak in 1804 uitgedoofd).
Verschillende takken werden in de 19e en 20e eeuw in de adelstand verheven:
- in 1886 adelsverheffing met de titel graaf voor Joseph de Hemptinne,
- in 1888 adelsverheffing voor Jules de Hemptinne en Charles de Hemptinne,
- in 1892 adelsverheffing met de titel barones voor Louise de Hemptinne (1826-1901), dochter van Felix de Hemptinne-Lousberg, echtgenote van baron Jean Casier (1820-1892),
- in 1991 adelsverheffing voor Jean de Hemptinne.

Het geslacht telt vanaf de 19e eeuw onder meer een aantal textielfabrikanten, parlementsleden, hoogleraars, een bisschop, missionarissen en militairen.

## Genealogie

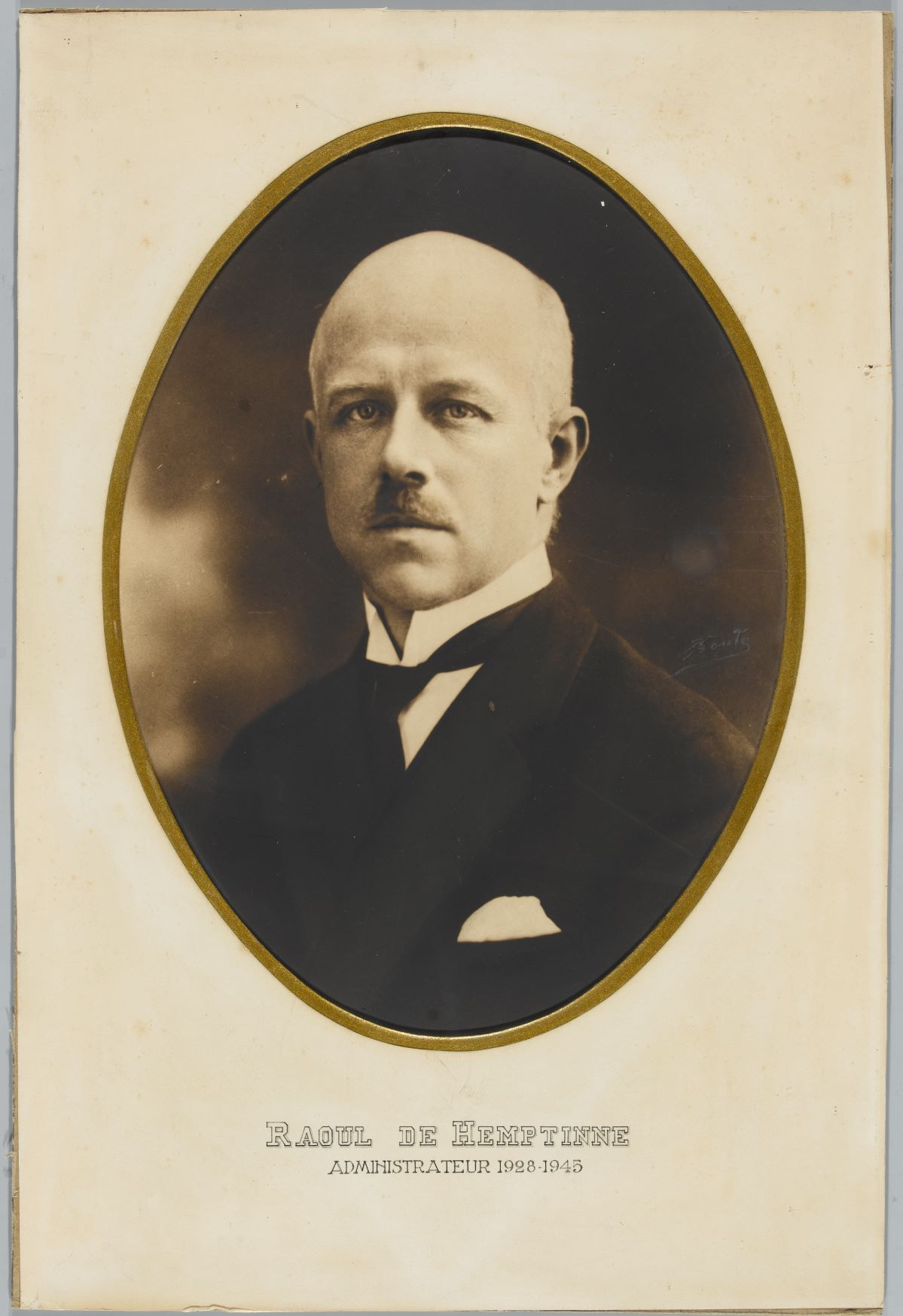
Portretfoto van Raoul de Hemptinne

- Jean-Lambert de Hemptinne (1740-1810), x Jeanne Drouin (1753-1787)
  - Clément de Hemptinne (1778-1853), lid van het Nationaal Congres en burgemeester van Geten, een plek die met de familie de Hemptinne verbonden is
  - Auguste-Donat de Hemptinne (1781-1854), apotheker en hoogleraar aan de Université libre de Bruxelles, x Marie-Antoinette de Lathuy (1791-1860)
    - Auguste de Hemptinne (1819-1882), x Julienne van Coillie (1822-1899)
      - André de Hemptinne (1863-1906), x Juliette Gobert (1880-1952)
        - Adrien de Hemptinne (1902-1963), x Rosa Leidermann (1914-1989)
          - Jean de Hemptinne (zie hierna)

  - Félix-Joseph de Hemptinne (1783-1848), x Henriette Lousbergs (1796-1827)
    - Charles de Hemptinne (zie hierna)
    - Joseph de Hemptinne (zie hierna)
    - Jules de Hemptinne (zie hierna)

## Jean de Hemptinne
Jean André Abel de Hemptinne (Lusambo, 12 december 1945), werd in 1991 in de erfelijke adel verheven en werd meteen, als afstammeling van een oudere voorvader, hoofd van de familie de Hemptinne.
Hij was arts, gespecialiseerd in intensieve zorgen en spoedgevallen. Hij trouwde met Frédérique Taca (1949) en ze kregen twee zoons en een dochter.

## Charles de Hemptinne
- Charles de Hemptinne (Gent, 12 mei 1816 - aldaar, 6 augustus 1905), kolonel-commandant van de Burgerwacht in Gent en voorzitter van het college van censoren van de Nationale Bank van België, trouwde in 1851 in Brussel met Eugénie Walravens (1823-1899). Ze kregen vier zoons en twee dochters. Hij werd in 1888 in de erfelijke adel opgenomen en in 1894 kreeg hij de titel graaf, overdraagbaar bij eerstgeboorte.
  - Ferdinand de Hemptinne (1854-1927), industrieel, voorzitter van het discontokantoor van de Nationale Bank van België in Gent, voorzitter van de administratieve commissie bij de gevangenissen in Gent, trouwde in 1882 in Edegem met Georgine du Bois d'Aische (1857-1927), dochter van graaf Adolphe du Bois d'Aische, burgemeester van Edegem en volksvertegenwoordiger. Ze kregen zeven zoons en vier dochters, met afstammelingen tot heden.
    - Raoul de Hemptinne (1884-1945), burgemeester van Zevergem en afgevaardigd bestuurder van Florida, trouwde in 1914 in Gentbrugge met Yvonne de Pelichy (1890-1980), burgemeester van Zevergem, dochter van Léon-Théodore de Pelichy, raadsheer in het hof van beroep in Gent. Ze kregen vier zoons en twee dochters. Hij overleed op 1 maart 1945 in het concentratiekamp van Flossenbürg.
      - Ferdinand de Hemptinne (1916-1976), promoveerde tot doctor in de rechten, was industrieel en voorzitter van de nv La Lys. Tijdens de Tweede Wereldoorlog trad hij toe tot het Verzet en werd gevangengenomen. Hij trouwde in 1946 in Gent met Marie-Louise Casier (1919-2013). Ze kregen twee zoons en twee dochters, met afstammelingen tot heden. In 1959 werd hem de titel graaf toegekend, overdraagbaar bij eerstgeboorte, in 1962 ook overdraagbaar op zijn tweede zoon.

    - Philippe de Hemptinne (1895-1966), gewapend weerstander tijdens de Tweede Wereldoorlog, trouwde met Andrée Maertens de Noordhout (1898-1985), die eveneens tot het Verzet toetrad. Ze kregen een zoon en twee dochters, met afstammelingen de Hemptinne tot heden.
    - Hubert de Hemptinne (Gent 1904 - concentratiekamp Nauen mei 1945) trouwde met Denise Rottiers (1910- ). Beiden traden toe tot het Verzet en hij bekocht het met zijn leven. Ze kregen drie kinderen, met afstammelingen de Hemptinne tot heden.

  - Louis de Hemptinne (1855-1913), volksvertegenwoordiger, trouwde met Marie Morren.
  - Eugène de Hemptinne (1857-1930) promoveerde tot doctor in de rechten en werd voorzitter van het college van censoren van de Nationale Bank en bestuurder van de Algemene Spaar- en Lijfrentekas. Hij trouwde met Alice de Kerchove de Denterghem (1859-1933). Ze kregen zeven kinderen, met talrijke afstammelingen tot heden.
  - Alexandre-Paul de Hemptinne (1866-1955) verkreeg in 1954 de titel graaf, overdraagbaar bij eerstgeboorte. Hij trouwde met Elsé de Kerchove de Denterghem (1873-1939).
    - Christine de Hemptinne (1895-1984), stichter, voorzitter en erevoorzitter van de wereldfederatie van de verenigingen voor katholieke meisjes en voorzitter van het Vrouwenverbond voor Katholieke Actie.
    - graaf Marc de Hemptinne (1902-1986), nucleair fysicus, getrouwd met Suzanne de Hemptinne (19089-1984). Ze kregen zeven kinderen.
      - graaf Xavier de Hemptinne (1932-2012), scheikundige, fysicus en hoogleraar.
      - Charles de Hemptinne (1933-2017), aalmoezenier van de buitenlandse studenten in Gent, secretaris van het bisdom Gent, titularis kanunnik van het Sint-Baafskapittel, te Gent.
      - Alex de Hemptinne (°1937), medicus, hoogleraar.
      - Bernard de Hemptinne (°1944), medicus, chirurg en hoogleraar, voorzitter van de Vereniging van de Belgische adel.

## Joseph de Hemptinne

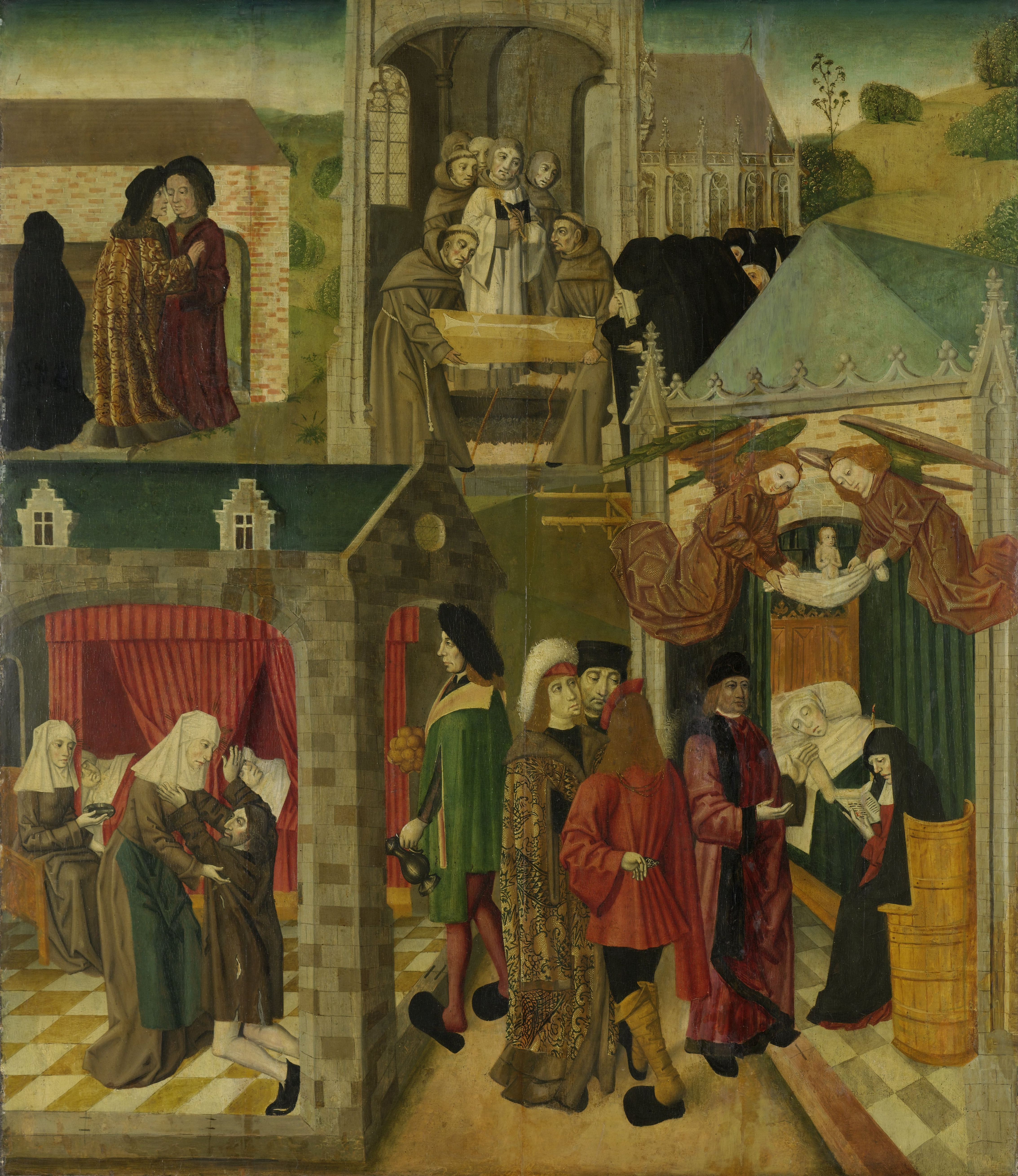
Een altaarstuk aangekocht in 1859 door Joseph de Hemptinne en verkocht na de dood van diens zoon Paul in 1921. Nu eigendom van het Rijksmuseum Amsterdam

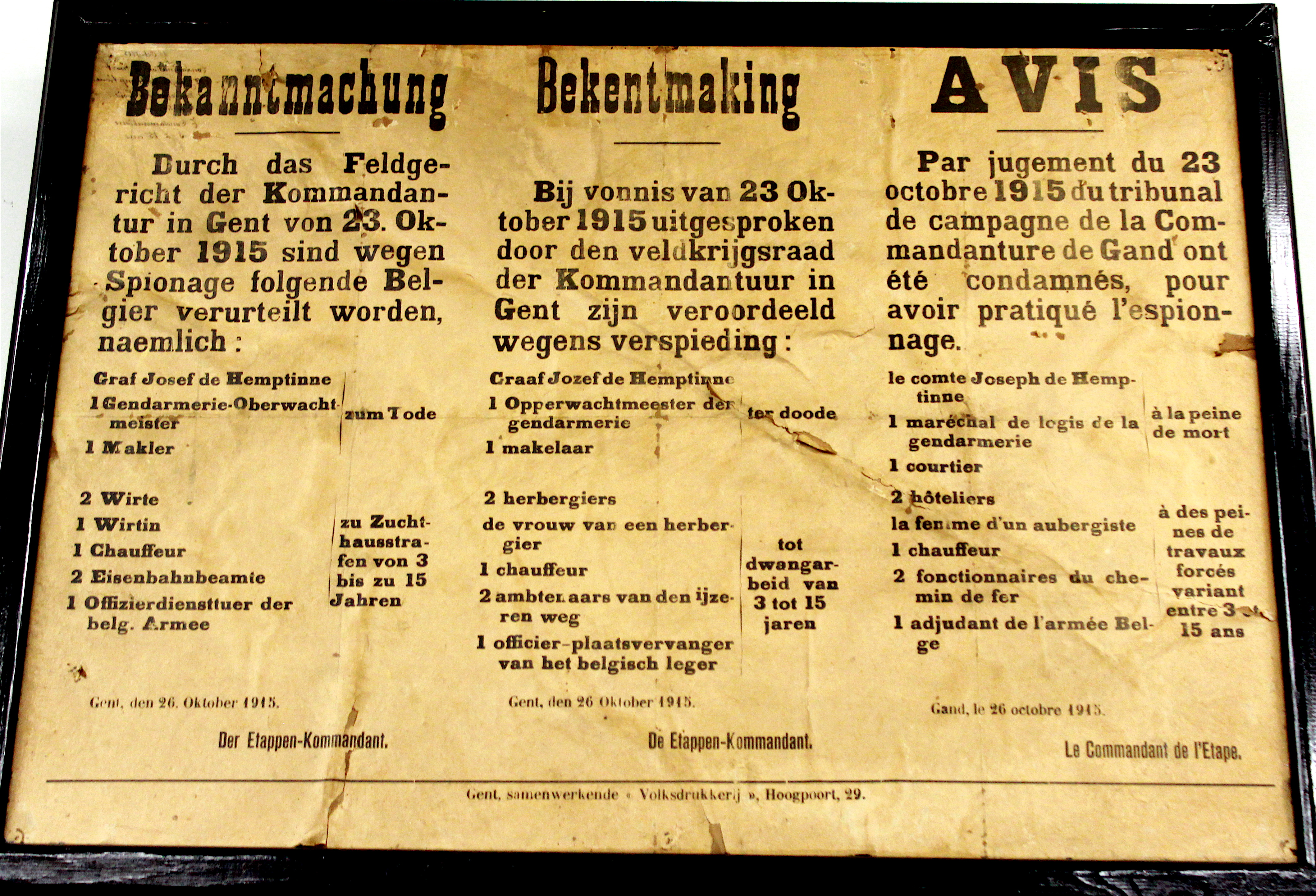
Bekendmaking van de terdoodveroordeling van Joseph de Hemptinne (1859-1942)

- Joseph de Hemptinne (Gent, 28 juli 1822 - 25 januari 1909) industrieel, medestichter van de Sint-Lucasscholen.
  - Félix de Hemptinne (1849-1913) of Dom Hildebrand, abt van de Abdij van Maredsous en primaat van de gehele benedictijner orde vanaf 1893.
  - Paul de Hemptinne (1851-1923), x Idalie de Meeùs (1852-1921), voorzitter van het directiecomité van de Sint-Lucasscholen.
    - Charles de Hemptinne (1876-1976), x Jeanne Surmont de Volsberghe (1879-1961).
      - Jacques de Hemptinne (1901-1982), burgemeester van Afsnee, voorzitter van het Instituut Sint-Lucas, x barones Paule van der Straeten Waillet (1907-1985).
      - Suzanne de Hemptinne (1909-1984), x Marc de Hemptinne.

    - Félix de Hemptinne (1876-1958), Benedictijn en apostolisch vicaris van Katanga (Belgisch-Kongo).

  - Joseph de Hemptinne (1859-1942), burgemeester van Sint-Denijs-Westrem, werd in 1915 door de Duitse bezetter ter dood veroordeeld (niet uitgevoerd). Hij verkreeg in 1921 de titel graaf, overdraagbaar bij eerstgeboorte. Hij trouwde met barones Henriette de Moffarts (1861-1901) en met Madeleine Surmont de Volsberghe (1875-1949). Met afstammelingen tot heden.
  - Jean de Hemptinne (1861-1934), verkreeg in 1920 de titel graaf, overdraagbaar bij eerstgeboorte. Hij trouwde met Léonie Jooris (1868-1928). Ze kregen acht kinderen, met afstammelingen tot heden.

## Jules de Hemptinne
- Jules de Hemptinne (1825-1922), volksvertegenwoordiger, werd in 1888 in de erfelijke adel opgenomen. Hij was getrouwd met Leonie de Smet de Naeyer (1831-1900) en ze kregen acht kinderen. Met talrijke afstammelingen tot heden. Portret van Jules de Hemptinne

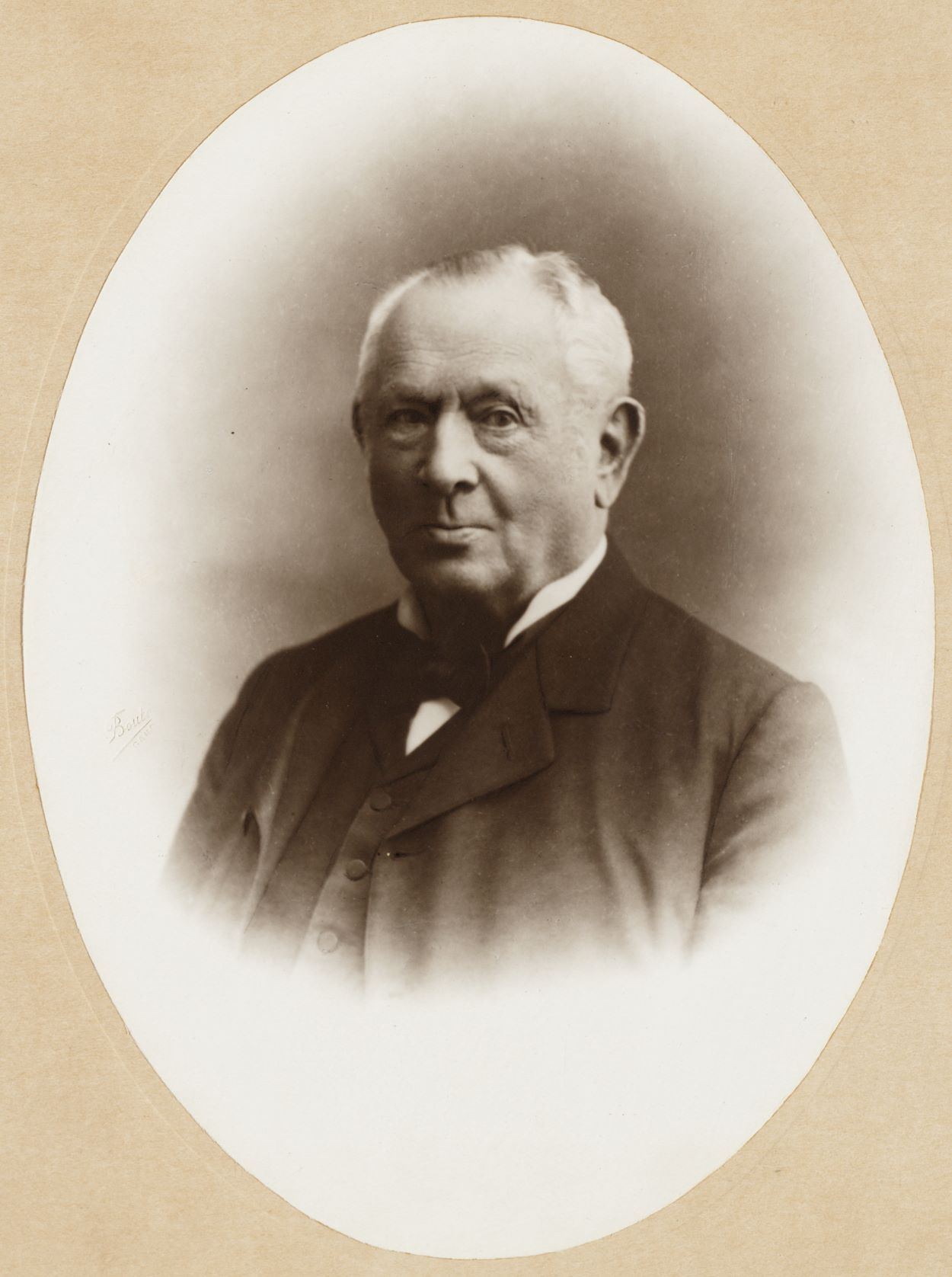
Portret van Jules de Hemptinne

## Kasteel
In het begin van de 19e eeuw diende het Maaltebruggekasteel als zomerverblijf voor de familie de Hemptinne. In het kasteel bracht Jean Bethune neogotische muurschilderingen aan (1862–1864). De huiskapel van het kasteel is een van de markantste neogotische kapellen in de Nederlanden.
In 1940 werd het kasteel verlaten door de laatste eigenaar Charles de Hemptinne. Pas in 1955 werd het kasteel door de stad Gent aangekocht.

## Aangehechte familie
Niet alle de Hemptinnes behoren tot de hier behandelde adellijke takken. Er zijn ook nog andere nazaten de Hemptinne, zoals:
- Thérèse de Hemptinne (1946), historica en hoogleraar aan de Universiteit Gent, gespecialiseerd in geschiedenis van de middeleeuwen, paleografie, oorkondeleer en gendergeschiedenis. Ze is getrouwd met historicus hoogleraar Marc Boone.